# Pyongsong
P'yŏngsŏng är huvudstaden för provinsen Södra P'yongan i Nordkorea. Befolkningen uppgick till 284 386 invånare vid folkräkningen 2008, varav 236 583 invånare bodde i själva centralorten. Pyongsong ligger 32 kilometer nordöst om Pyongyang, som är huvudstad i landet. Ett äldre namn på staden är Sainjang.